# Tim Hightower
Pour les articles homonymes, voir Hightower.
(en) Statistiques sur pro-football-reference
Tim Hightower, né le 23 mai 1986 à Santa Ana, est un joueur américain de football américain qui commença sa carrière professionnelle chez les Cardinals de l'Arizona en 2008 avant d'être transféré vers les Redskins de Washington en 2011 ou il porte le numéro 39. Tim Hightower est un Running back. Durant son séjour chez les redskins, il a subi une blessure qui l'a tenu a l'écart du jeu pour une saison. Les redskins l'on libéré. Les Saints de la Nouvelle-Orléans lui on offert une chance de se faire valoir au camp d'entrainement de l'équipe pour la saison 2015.